# D'une rive à l'autre
D'une rive à l'autre est une chanson écrite par le musicien français Jacno, interprétée en duo par le musicien et l'actrice française Romane Bohringer. Elle faisait partie de l'album de Jacno Faux Témoin de 1995 dont la pochette était une création du styliste Jean-Charles de Castelbajac. D'une rive à l'autre a aussi été publiée en maxi-CD 3 titres cette même année.

## Chansons
1. D'une rive à l'autre (3 min 22 s)
2. Pognon (il est passé par ici) (4 min 08 s)
3. D'une rive à l'autre (3 min 30 s, version acoustique avec Édith Fambuena)

Réalisation : Étienne Daho et Jacno